# Argoed (Caerphilly)
Pour les articles homonymes, voir Argoed.
Argoed est un village et une communauté du borough de comté de Caerphilly, au pays de Galles.
La communauté comprend aussi le village de Markham (en). Au recensement de 2011, elle comptait 2 769 habitants.